# Chen Di
Chen Di, nome di cortesia Jili (季立) (caratteri cinesi: 陳第; Fujian, 1541 – 1617), è stato uno scrittore, filologo, viaggiatore e stratega cinese vissuto durante la dinastia Ming.
Fu particolarmente versato sia nelle arti della spada che in quelle del pennello.
Come stratega, prestò servizio sotto il generale Qi Jiguang per molti anni, prima di ritirarsi e dedicarsi esclusivamente agli studi ed ai viaggi. Fu il primo a fornire una descrizione, nel 1603, dell'isola di Taiwan e dei suoi abitanti indigeni, descrizioni presenti nella sua opera Dong Fan Ji (東番記).
Tuttavia, il suo apporto fu particolarmente importante per quanto riguarda la filologia del cinese antico, in quanto egli fu il primo a dimostrare che tale lingua aveva un proprio sistema fonologico. Ciò portava a confutare l'allora prevalente pratica dello xieyin (諧音), che consisteva nel cambiare la lettura usuale dei caratteri nelle poesie dello Shijing in modo da creare delle rime artificiali. Incoraggiato dal suo superiore Jiao Hong (焦竑, 1540-1620), scrisse il Maoshi Guyin Kao (毛詩古音考) ed il Qusong Guyinyi (屈宋古音義), opere nel quale mostra la pronuncia antica corretta (tramite omofoni del cinese suo contemporaneo) di 650 caratteri. I risultati sono basati su analisi approfondite degli schemi di rima di testi quali lo Shijing, l'I Ching e le poesie di Qu Yuan. Nella prefazione della sua prima opera, c'è una citazione famosa di Chen: "Ci sono il passato ed il presente; ci sono il nord ed il sud. È solo inevitabile che i caratteri evolvano, e che il suono cambi" (蓋時有古今，地有南北；字有更革，音有轉移，亦勢所必至).